# Лаверти, Пол
Пол Лаверти (англ. Paul Laverty; род. 1957) — британский сценарист.

## Биография
Пол Лаверти родился в 1957 году в Калькутте — столице штата Западная Бенгалия на востоке Индии, в смешанной ирландско-шотландской семье. Он получил философскую степень в Папском Григорианском университете в Риме и юридическое образование в Школе права Стратклайдского университета в Глазго.
В середине 1980-х годов он три года провёл в Никарагуа, где сотрудничал с местным отделением Организации по защите прав человека, посещал Сальвадор, Гватемалу, Мексику и Соединённые Штаты. Впечатления этих лет легли в основу его первого сценария «Песня Карлы», по которому британский режиссёр Кен Лоуч снял в 1996 году фильм.
С этого времени Пол Лаверти работает в тесном контакте с Кеном Лоучем. Его сценарии получили множество профессиональных наград, включая призы Каннского и Венецианского кинофестивалей.
Помимо Кена Лоуча, работал также с британским режиссёром Кливом Гордоном и испанским режиссёром Исиар Больяин.

## Фильмография
- 1996 — Песня Карлы / Carla’s Song
- 1998 — Меня зовут Джо / My Name is Joe
- 2000 — Хлеб и розы / Bread and Roses
- 2002 — Милые шестнадцать лет / Sweet Sixteen
- 2002 — 11 сентября (эпизод «Великобритания») / 11’09"01 September 11 (UK Segment)
- 2004 — Прощальный поцелуй / Ae Fond Kiss…
- 2005 — Билет на поезд (эпизод) / Tickets (segment)
- 2006 — Ветер, который качает вереск / The Wind That Shakes the Barley
- 2006 — Груз / Cargo
- 2007 — Это свободный мир / It’s a free world!
- 2009 — В поисках Эрика / Looking for Eric
- 2010 — Ирландский маршрут / Route Irish
- 2010 — Они продают даже дождь / También la Lluvia
- 2012 — Доля ангелов / The Angels' Share
- 2014 — Зал Джимми / Jimmy's Hall